# Boumedienne Abderrhamane
Boumedienne Abderrahmane est un footballeur franco-algérien, né le 26 novembre 1920 à Mostaganem et mort le 4 juin 2011.

## Biographie
Abderrahmane joue au poste de défenseur, principalement au FC Sète et à l'Olympique de Marseille.
Après sa carrière de joueur, il entraîne le SC Bastia de 1957 à 1961.

## Carrière

### Joueur
- 1936-1945 : IS Mostaganem
- 1945-1949 : FC Sète
- 1949-1952 : Olympique de Marseille
- 1952-1953 : Toulouse FC
- 1953-1954 : FC Sète
- 1954-1955 : SO Montpellier
- 1955-1956 : ES Sahel[3]

### Entraîneur
- 1957-1961 : SC Bastia (en CFA)

## Palmarès
- Champion de France de Division 2 en 1953 avec le Toulouse FC
- Finaliste de la Coupe Charles Drago en 1953 avec le Toulouse FC